# Сорренто
Сорре́нто (итал. Sorrento, неап. Surriento; Сурьенто) — город в Италии в регионе Кампания, подчиняется административному центру Неаполь.
Население составляет 16 405 человек (на 2018 год), плотность населения — 1600 чел./км². Занимает площадь 9,96км².
Покровителем населённого пункта считается святой отшельник и настоятель местного бенедиктинского монастыря Антоний (555 или 556—625 годы). Его праздник ежегодно отмечается 14 февраля.
Город находится на пересечённом и обрывистом плато на месте, которое с давних пор было известно своим мягким климатом и богатой растительностью. Оно было населено ещё в раннем каменном веке (около 50 тыс. лет до н. э.)

## История
Сорренто был первой финикийской колонией, после чего перерос в порт, часто посещаемый греками для коммерческой деятельности с Неаполем и другими южными городами. Греками он назывался «Сиреон», что означает «земля сирен» (сирены — это мифологические существа, наполовину женщины, наполовину рыбы, о которых Гомер писал в своей знаменитой «Одиссее»).
Греки рассматривали его как свой форпост, хотя население представляло собой смесь греков, этрусков и самнитов.
После правления самнитов город перешел под власть римлян. Римляне высоко оценили красоту этого города, и он был выбран местом отдыха патрициев во время их периода правления, чему свидетелями являются многочисленные виллы.
Во время гражданской войны в Риме, начатой Суллой (90 — 89 годы до н. э.), поселение было возведено в ранг municipium и стало населяться ветеранами войны, получившими земельные участки (parcelle) в качестве ренты. Имеются данные, свидетельствующие, что эти землевладельцы после экспроприации их участков были переведены в новое поселение — Surrentum, которое уже в V веке н. э. стало известно как место пребывания епископа.
В период кризиса византийского господства в Италии (VII в.) Сорренто добился автономии как герцогство, зависимое от Неаполя.
В Средние века здесь властвовали готы, византийцы, лангобарды и сарацины. В X веке здесь даже существовала морская республика, которая в 1137 г. была завоевана норманнами (Рожер II).
История Сорренто смешивается с историей других городов Кампании. Так, он участвовал в антимусульманских лигах, воевал с лангобардами, повиновался Салерно, затем стал независимым. Но в XII в. попал под власть норманнов, затем — арагонцев, в XVI в. — турок. Затем селение стало владением королевства Неаполь. В конце концов, в 1860 г. в составе Неаполя присоединился к объединенной Италии.

## Черты города
В новейшее время город стал местом временного проживания Гёте, Вагнера, Ницше, Горького, Ибсена, Байрона, Стендаля и многих других выдающихся личностей, сделавших проживание в Сорренто своеобразным культом.
На центральной площади в 1870 году поставлен памятник великому сыну города Торквато Тассо (автор Giuseppe Gali).
Рядом с узким ущельем улицы Via de Maio находится базилика Святого Антония, построенная в XVII в. в смешанном стиле барокко и классицизма на месте норманнской предшественницы XII века. В течение длительного времени церковь посещалась моряками, что видно по украшению в виде костей китового скелета, укреплённых над входом, а в её крипте размещены многочисленные эпитафии по исчезнувшим или утонувшим судам.
От монастыря бенедиктинцев VIII в. берёт начало церковь и монастырь Святого Франциска. Бывший монастырский сад известен как Villa Comunale, с которой открывается вид на залив. Здесь же находится и крестный ход в готико-мавританском стиле XIV века.
В центре города находится собор, освященный в честь святых Filippo и Giacomo, строительная история которого неизвестна. Собор расположен на месте античного форума. Современное здание собора построено во второй половине XV в. Украшением собора служат интарсии из камня и дерева, созданные в XVIII—XIX вв.
Искусство интарсии представляет собой индивидуальную характерную черту города и один из важнейших предметов туристского бизнеса. При этом туристам сбываются не подлинные произведения, а покрытые лаком рисунки. Лак является признаком подделки, поскольку подлинные произведения никогда не лакируются.
Также туристы охотно покупают статуэтки известной фарфоровой мануфактуры Capo di Monte, а также пользующиеся широкой известностью ликёры.

## В культуре и искусстве
- «Вернись в Сорренто» — популярная песня Эрнесто де Куртиса (1905), исполнявшаяся на разных языках мира многими исполнителями.
- «Поздний вечер в Сорренто» — популярная песня российского певца Алексея Глызина[4] (1998).
- Сорренто также упоминается в известной песне Лучо Далла «Caruso», в шуточном контексте — в песне В. Высоцкого "Про любовь в эпоху Возрождения" (1969).
- «В Сорренто» — картина Щедрина Сильвестра Феодосиевича.

## Изображения
- Побережье
- Базилика Святого Антония из Сорренто
- Городская стена
- Магазин ликёров
- Улица Майо
- Городской пейзаж
- Монастырь Св.Франциска
- Интарсия (дерево)
- Памятник Торквато Тассо
- Вид на Везувий